# Tolteken

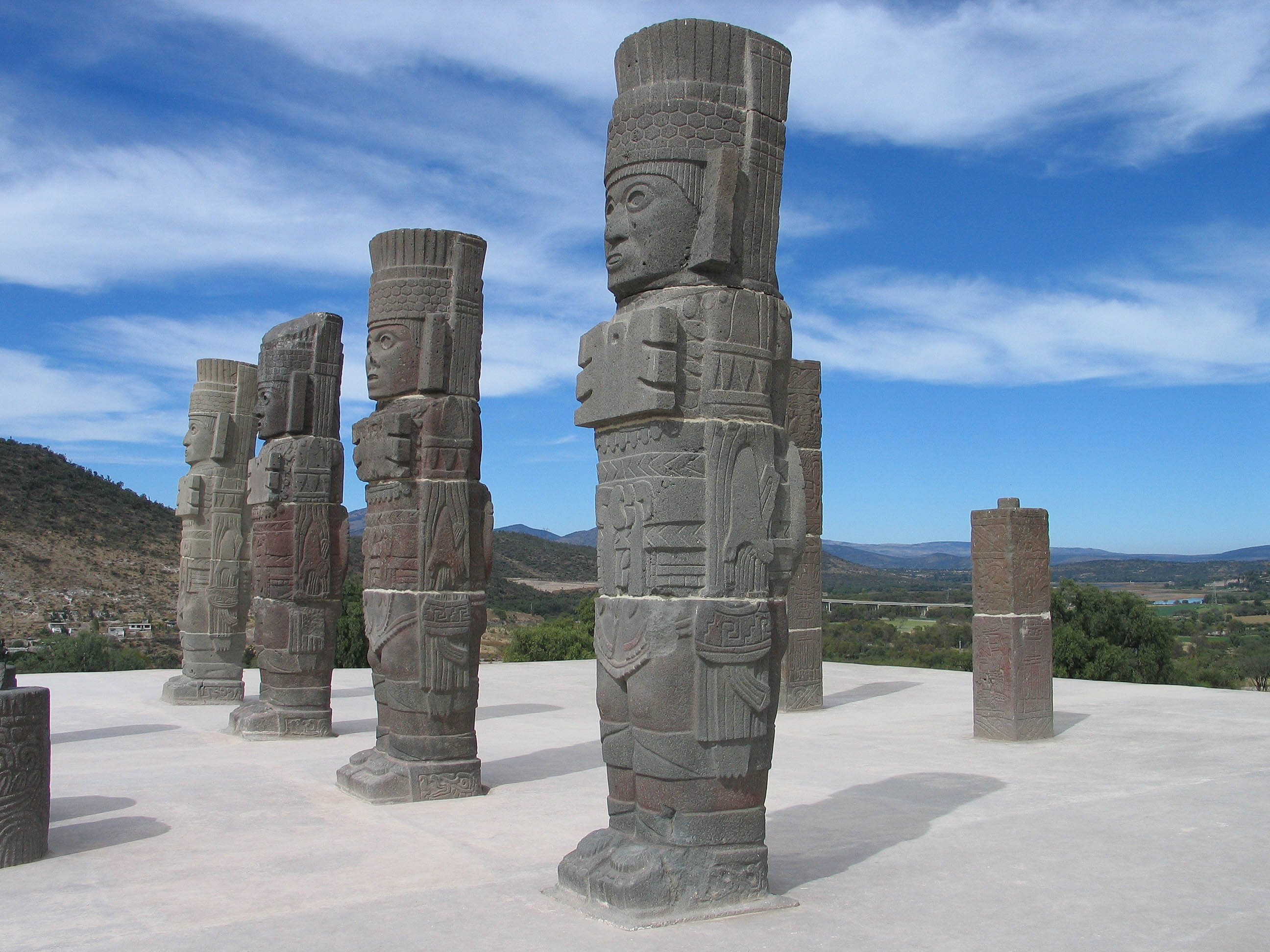
Standbeelden in de vorm van Tolteekse soldaten in de stad Tula

De Tolteken (Nahuatl: Toltecah) waren een volk dat - en een beschaving die - van de tiende tot de twaalfde eeuw een groot deel van Centraal-Mexico domineerde.
Het Tolteekse volk ontstond vermoedelijk door een samensmelting van nomadische Chichimeken uit het noorden met sedentaire Nonoalken uit het Dal van Mexico. Mogelijk waren ze een van de volken die de val van Teotihuacán veroorzaakten. De Tolteken waren een van de invloedrijkste volkeren van precolumbiaans Amerika. Tolteekse invloeden zijn aangetroffen van New Mexico tot Costa Rica.
Volgens de legenden werd de Tolteekse dynastie gesticht door Ce Tecpatl Mixcoatl, die zijn volk vanuit het noorden naar het dal van Mexico leidde en de stad Culhuacan stichtte, maar later werd vermoord. Hij werd gewroken door zijn zoon Topiltzin Ce Acatl Quetzalcoatl, die hem opvolgde en de hoofdstad Tollan stichtte. Quetzalcoatl werd een van de populairste helden van het oude Meso-Amerika, en werd door de Azteken als god vereerd, evenals Mixcoatl. Volgens de legendes (mythen en waarheid lopen hier door elkaar) zorgde de God Tezcatlipoca ervoor dat Quetzalcoatl dronken werd en zich aan zijn zuster vergreep. Uit schaamte zou Quetzalcoatl naar het oosten zijn gevlucht. Hier zou hij ofwel verbrand zijn en tot ster/god zijn verheven, ofwel vertrok hij op een van slangen gemaakt vlot naar het oosten. Dat deze laatste versie dichter bij de waarheid staat, wordt duidelijk door Tolteekse invloeden in de Mayastad Chichén Itzá. Bovendien is de Maya-Tolteekse dynastie volgens Mayakronieken gesticht door ene Kukulcan, wat hetzelfde betekent als Quetzalcoatl, namelijk 'gevederde slang'.
De hoofdstad van de Tolteken was Tollan, die volgens de Azteken een bijzonder indrukwekkende stad moet zijn geweest. Lange tijd beschouwden archeologen Teotihuacán als Tollan.  Sinds de jaren 30 wordt Tula, in de huidige staat Hidalgo, als meest waarschijnlijke locatie aangewezen. Sommige historici betwisten dit, omdat ze Tula te schamel vinden in vergelijking met de verhalen die de Azteken over Tollan vertelden. De meeste historici houden het er echter op dat Tula wel Tollan is, en dat de verhalen over Tollan simpelweg zijn opgeklopt door de Azteken.
In de twaalfde eeuw werd Tollan verlaten. Men vermoedt dat Tollan geplunderd is door de Chichimeken, en wel in 1168. De laatste Tolteekse heerser, Huemac, stierf volgens de kronieken zes jaar later.
De Azteken beschouwden zich als opvolgers van de Tolteken, en spraken dezelfde taal (het Nahuatl). De Tolteken stonden bij hen in zeer hoog aanzien, en het woord 'Tolteek' had voor de Azteken dezelfde betekenis als 'kunstenaar'. In werkelijkheid stamde de Azteekse staat waarschijnlijk af van een van de vele Tolteekse staatjes die na de val van Tollan waren ontstaan.